# Stenopogon breviusculus
Stenopogon breviusculus là một loài ruồi trong họ Asilidae. Stenopogon breviusculus được Loew miêu tả năm 1872. Loài này phân bố ở vùng Tân Bắc giới.